# Istočni Drvar

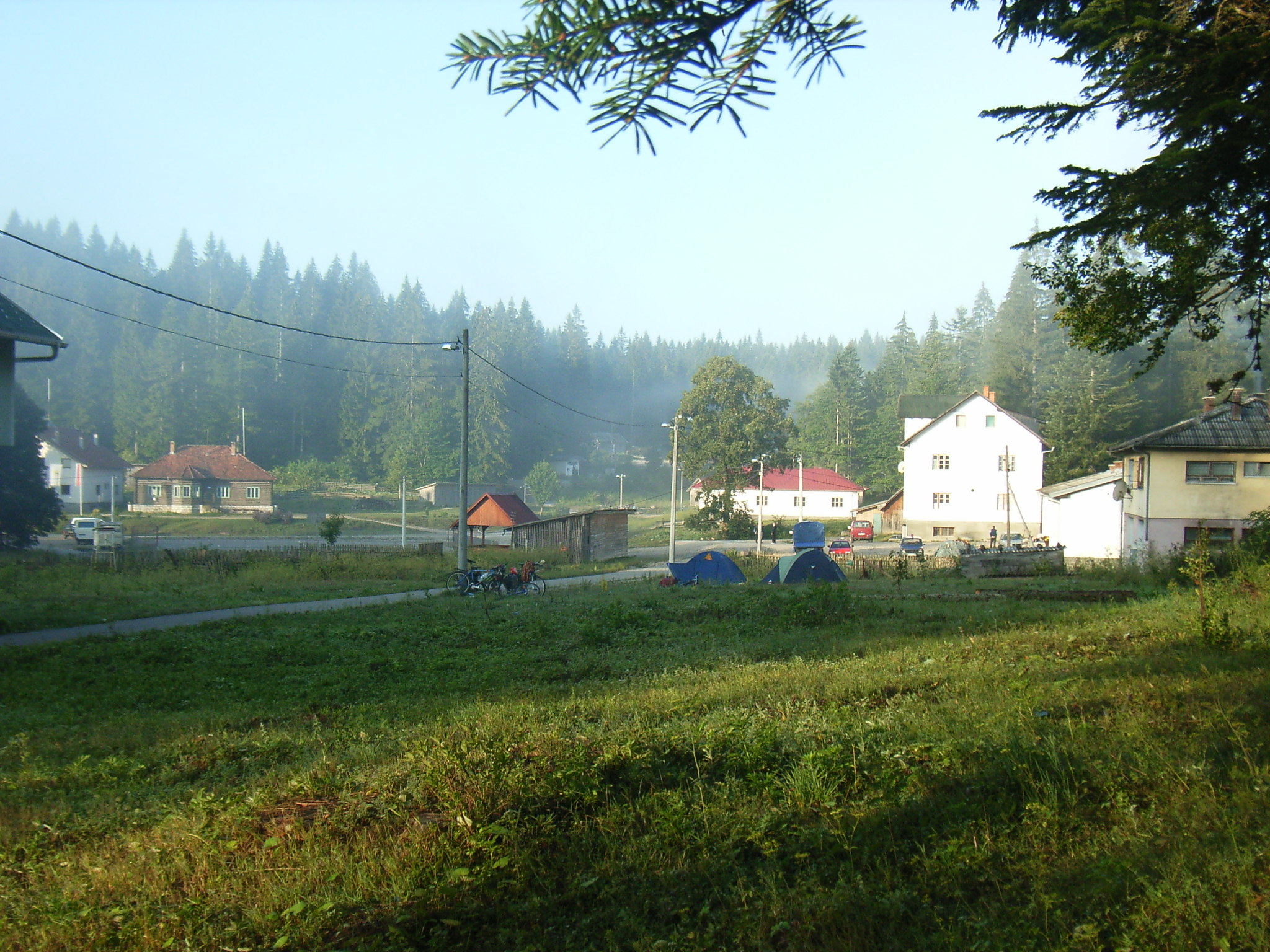
Morgenstimmung in Potoci

Istočni Drvar (serbisch-kyrillisch Источни Дрвар; nach dem Bosnienkrieg auch Srpski Drvar) ist eine Gemeinde im Westen der Republika Srpska in Bosnien und Herzegowina. Sie entstand durch die im Vertrag von Dayton festgelegte Entitätengrenze, welche die Gemeinde Drvar teilte. Der größere, westliche Teil gehört heute zur Föderation.

## Geografie
Die Gemeinde Istočni Drvar befindet sich zwischen 900 und 1400 m Höhe zwischen den Gebirgszügen Klekovača bzw. Crna gora im Süden und Srnetica im Norden. Das Gelände ist gebirgig und von dichten Nadelwäldern geprägt.
Istočni Drvar wird begrenzt von den Gemeinden Petrovac (RS) im Nordwesten, Ribnik im Osten und Drvar (Föderation) im Süden.

### Gemeindegliederung
Das offizielle Gemeindezentrum ist Potoci. Der Ort wurde zum größten Teil nach dem Krieg wieder bzw. neu aufgebaut und besteht derzeit aus etwa 15 Gebäuden.

## Geschichte
Beim Unternehmen Rösselsprung am 26. Mai 1944  versuchten deutsche Fallschirmjäger, Tito in seinem Hauptquartier in Drvar gefangen zu nehmen. Dieser zog sich jedoch rechtzeitig nach Potoci zurück und konnte den SS-Truppen entgehen. Später trafen auch die alliierten Militärmissionen in Potoci ein. So war das Dorf für einige Tage das Hauptquartier der jugoslawischen Partisanen.
Nach dem Bosnienkrieg organisierten sich die im östlichen Teil der Vorkriegsgemeinde Drvar verbliebenen serbischen Einwohner zunächst selbst. Vonseiten der Republika Srpska gab es keine Aktivitäten zur Eingliederung der Gemeinde in das im Aufbau begriffene Verwaltungssystem. Bis 1999 bestand weder eine Gemeindeverwaltung, noch waren die Organe der RS (z. B. Polizei) präsent. Entscheidungen wurden durch Absprachen getroffen. Mittlerweile gibt es in Potoci ein kleines Polizeirevier mit einem Polizisten sowie einen Bürgermeister.

## Bevölkerung
Zur Volkszählung 2013 hatte die Gemeinde lediglich 79 Einwohner und war damit die bevölkerungsärmste Gemeinde des Landes. Fast alle Bewohner sind Serben und leben in Potoci.
Bei der Volkszählung 1991 hatte Potoci 61 Einwohner; davon bezeichneten sich 60 als Serben, einer als Bosniake.

## Wirtschaft
Der einzige Wirtschaftszweig der Gemeinde ist die Holzwirtschaft. Von Potoci aus werden die umliegenden Nadelwälder bewirtschaftet; im Dorf arbeiten mehrere kleine Sägemühlen. Die Produkte werden über die Waldwege in Richtung Drvar oder Banja Luka verbracht. In den Jahren nach dem Krieg verlief die Abholzung ohne staatliche Kontrolle und größere Mengen Holz wurden über die Entitätengrenze in die Föderation geschmuggelt.

### Verkehr und Infrastruktur
Die Gemeinde Istočni Drvar ist schlecht mit den nächstgelegenen größeren Ortschaften verbunden. Es besteht keine durchgängig asphaltierte Straßenverbindung in Richtung Drvar oder Mrkonjić Grad. Innerhalb der Gemeinde gibt es, abgesehen von Holztransporten, kaum Straßenverkehr.
Im Oktober 1999 wurde in Potoci ein Krankenhaus eröffnet.

### Bildung
Es bestehen keine Bildungseinrichtungen.

## Persönlichkeiten
Potoci ist der Geburtsort von Anica Nazor, Leiter des Altkirchenslawischen Institutes in Zagreb und Mitglied der Kroatischen Akademie der Wissenschaften.